# АДС1
АДС1 ("Автомотриса Дизельная Служебная, тип 1") — опытная 4-осная служебная дизельная автомотриса с электропередачей, построенная в 1961 г. Октябрьским вагоностроительным заводом в Ленинграде по проекту Проектно-конструкторского бюро Главного управления пути и сооружений МПС. Поскольку фактическая масса автомотрисы оказалась почти на 10% выше проектной, в дальнейшем подобные автомотрисы не строились.

## Конструкция

### Механическая часть
Для постройки автомотрисы были применены кузов жёсткого цельнометаллического вагона производства 1952–1953 гг., тележки моторного вагона и лобовые части головных вагонов электропоезда серии ЭР1. Тяговые редукторы (передаточное число 73:23=3,17) и колёсные пары тележек были также взяты с моторного вагона электропоезда ЭР1.

### Дизель
В качестве двигателя на автомотрисе был использован дизель типа 1Д12, ранее применявшийся на тепловозе-электростанции серии МЭС. Дизель — V‑образный 4‑тактный 12‑цилиндровый, мощностью 300 л. с (при частоте вращения 1500 об/мин), диаметр цилиндров — 150 мм; ход основного поршня — 180 мм, прицепного — 186,7 мм. Дизель был расположен в средней части кузова и передавал вращение на колёсные пары через электрическую передачу. Охлаждение дизеля — водяное; охлаждение воды осуществлялось вентиляторами с электроприводом.

### Электрическая передача
Дизель приводил во вращение якорь тягового генератора постоянного тока типа МПТ-49/25-3, ранее также применявшегося на тепловозе-электростанции серии МЭС. Мощностью генератора — 195 кВт (при частоте вращения 1500 об/мин). В качестве возбудителя для питания обмотки возбуждения тягового генератора был использован генератор типа ПН-28/5 мощностью 1,72 кВт.
Постоянный ток, вырабатываемый тяговым генератором, поступал на тяговые электродвигатели типа ДК-104Г, установленные на раме тележки. Такие тяговые электродвигатели ранее устанавливали на метровагоны серии Д.

### Вспомогательное оборудование
Низковольтные цепи автомотрисы питались постоянным током от аккумуляторной батареи типа 6СТЭ-140М с номинальным напряжением 72 В.
Вентиляторы охлаждения воды дизеля приводились во вращение трёхфазными асинхронными электродвигателями типа АС-32-4. Эти двигатели питались от отдельного генератора трёхфазного переменного тока.
Для получения сжатого воздуха использовался компрессор типа ТКВ-1 производительностью 400 л/мин.

## Характеристики автомотрисы
- Запас топлива — 1500 л;
- запас масла — 120 л;
- запас воды — 237 л;
- проектная масса — 73 т;
- фактическая масса — около 80 т;
- длина по осям автосцепок — 27 260 мм;
- максимальная скорость — 110 км/ч;
- число мест для сидения — 40;
- число мест для лежания — 10.